# Caddotalen

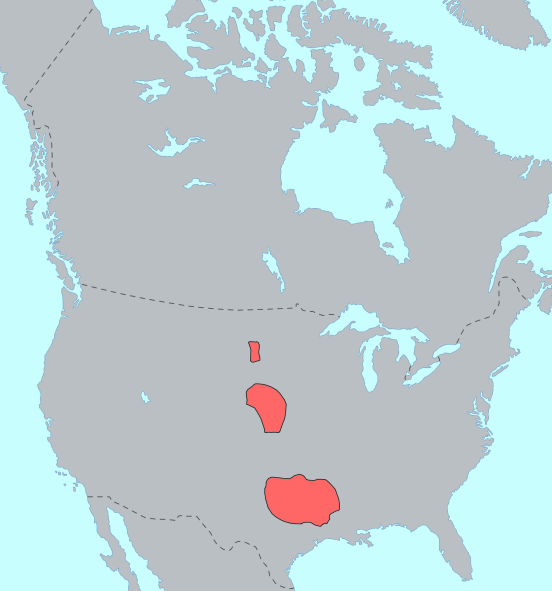
Oorspronkelijke verbreiding van de Caddotalen

De Caddotalen zijn een familie van indiaanse talen die gesproken werden op de Great Plains in Noord-Amerika van North Dakota in het noorden tot Oklahoma in het zuiden.
Men vermoedt dat het Proto-Caddo meer dan 3000 jaar geleden splitste in Noordelijk en Zuidelijk Caddo. Zuidelijk Caddo ontwikkelde zich verder in Noordoost-Texas en aangrenzende staten. De enige bekende taal van deze tak is Caddo, hoewel er in het verleden mogelijk meer hebben bestaan.
Noordelijk Caddo ontwikkelde tot verschillende talen. Wichita splitste zich af rond het begin van de jaartelling, Kitsai rond 800, en Pawnee en Arikara gingen tussen 1500 en 1700 uit elkaar.
- Caddo (dialecten: Kadohadacho, Hasinai, Natchitoches, Yatasi)
- Noordelijk Caddo
  - Wichita (dialecten: Wichita proper, Waco, Tawakoni)
  - Pawnee–Kitsai
    - Kitsai (ook bekend als Kichai) (†)
    - Pawnee
      - Arikara (ook bekend als Ree)
      - Pawnee (dialecten: South Band, Skiri (ook bekend als Skidi of Wolf))

Kitsai is in de jaren 1930 uitgestorven, nadat haar sprekers in de 19e eeuw opgingen in de Wichita. Alle andere Caddotalen zijn ernstig bedreigd. Het Caddo zelf heeft 25 sprekers, Pawnee 20, Arikara 3 en Wichita 1.